# Dammtjärnen (Stensele socken, Lappland, vid Ansjaur)
Dammtjärnen är en sjö i Storumans kommun i Lappland och ingår i Umeälvens huvudavrinningsområde. Sjön har en area på 0,139 kvadratkilometer och ligger 361,5 meter över havet. Sjön avvattnas av vattendraget Ansjaurbäcken.

## Delavrinningsområde
Dammtjärnen ingår i det delavrinningsområde (722112-157326) som SMHI kallar för Utloppet av Ansjaur. Medelhöjden är 395 meter över havet och ytan är 14,84 kvadratkilometer. Det finns inga avrinningsområden uppströms utan avrinningsområdet är högsta punkten. Ansjaurbäcken som avvattnar avrinningsområdet har biflödesordning 3, vilket innebär att vattnet flödar genom totalt 3 vattendrag innan det når havet efter 250 kilometer. Avrinningsområdet består mestadels av skog (81 procent). Avrinningsområdet har 2,27 kvadratkilometer vattenytor vilket ger det en sjöprocent på 15,3 procent.